# Coupe de la Ligue française féminine de handball 2008-2009
Navigation
Coupe de la Ligue 2007-2008 Coupe de la Ligue 2009-2010
La Coupe de la Ligue féminine de handball 2008-2009 est la 7e édition de la Coupe de la Ligue française féminine de handball. La compétition est remportée par le Metz Handball qui signe là son 5e titre consécutif, remporté à domicile.
Metz Handball, tenant du titre, a battu Fleury en demi-finale, avant de remporter le titre face au Havre HB.
Il s'agit de la première victoire du club organisateur dans l'histoire de l'épreuve.

## Formule
Pour la saison 2008-2009, la coupe de la Ligue change de format. Les clubs de première division se rencontrent en matchs aller et retour jusqu'aux quarts de finale. Les clubs qualifiés pour une coupe d'Europe sont dispensés du premier tour de compétition. Le tournoi final (demi-finales et finale) est organisé sous forme de matchs secs à élimination directe sur un week-end. Organisé en partenariat avec un club, il se déroule dans un lieu unique défini par avance.

## Phase finale
|  | Quarts de finale       | Quarts de finale     |                     |    | Demi-finales | Demi-finales |  |  | Finale | Finale |
|  | Quarts de finale       | Quarts de finale     |                     |    | Demi-finales | Demi-finales |  |  | Finale | Finale |
|  |                        |                      |                     |    |              |              |  |  |        |        |
|  |                        |                      |                     |    |              |              |  |  |        |        |
|  |                        |                      |                     |    |              |              |  |  |        |        |
|  | Metz Handball          | -                    |                     |    |              |              |  |  |        |        |
|  | Metz Handball          | -                    |                     |    |              |              |  |  |        |        |
|  | ES Besançon            | -                    |                     |    |              |              |  |  |        |        |
|  | ES Besançon            | -                    | Metz Handball       | 35 |              |              |  |  |        |        |
|  |                        |                      | Metz Handball       | 35 |              |              |  |  |        |        |
|  |                        | CJF Fleury Loiret    | 20                  |    |              |              |  |  |        |        |
|  | Mios-Biganos           | CJF Fleury Loiret    | 20                  | -  |              |              |  |  |        |        |
|  | Mios-Biganos           |                      |                     | -  |              |              |  |  |        |        |
|  | CJF Fleury Loiret      | -                    |                     |    |              |              |  |  |        |        |
|  | CJF Fleury Loiret      | -                    | Metz Handball       | 25 |              |              |  |  |        |        |
|  |                        |                      | Metz Handball       | 25 |              |              |  |  |        |        |
|  |                        | Le Havre AC Handball | 20                  |    |              |              |  |  |        |        |
|  | Issy-les-Moulineaux    | Le Havre AC Handball | 20                  | -  |              |              |  |  |        |        |
|  | Issy-les-Moulineaux    |                      |                     | -  |              |              |  |  |        |        |
|  | Cercle Dijon Bourgogne | -                    |                     |    |              |              |  |  |        |        |
|  | Cercle Dijon Bourgogne | -                    | Issy-les-Moulineaux | 24 |              |              |  |  |        |        |
|  |                        |                      | Issy-les-Moulineaux | 24 |              |              |  |  |        |        |
|  |                        | Le Havre AC Handball | 28                  |    |              |              |  |  |        |        |
|  | HBC Nîmes              | Le Havre AC Handball | 28                  | -  |              |              |  |  |        |        |
|  | HBC Nîmes              |                      |                     | -  |              |              |  |  |        |        |
|  | Le Havre AC Handball   | -                    |                     |    |              |              |  |  |        |        |
|  | Le Havre AC Handball   | -                    |                     |    |              |              |  |  |        |        |

Source : « Handball - France - Coupe de la Ligue Féminine - 2008-2009 », sur www.les-sports.info (consulté le 9 octobre 2016)

## Finale
| 5 avril 2009 | Le Havre AC Handball        | 20 - 25   | Metz Handball          | Les Arènes de Metz Affluence : 2 200 Arbitrage : Charlotte et Julie Bonaventura |
| 5 avril 2009 | Christine Vanparys-Torres 7 | (11 - 14) | Svetlana Ognjenovic 11 | Les Arènes de Metz Affluence : 2 200 Arbitrage : Charlotte et Julie Bonaventura |
| 5 avril 2009 | Rapport FFHB                |           |                        | Les Arènes de Metz Affluence : 2 200 Arbitrage : Charlotte et Julie Bonaventura |